# 彎彎

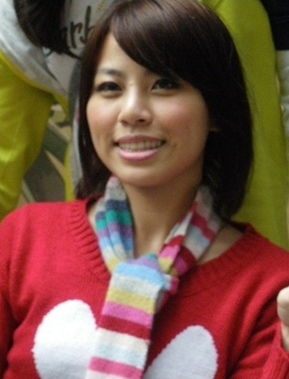
彎彎

彎彎（弯弯、ワンワン、ウァンウァン、1981年8月16日 - ）は、台湾のインターネット漫画家、ブロガー、イラストレーター。本名は胡家瑋。

## 人物
2004年10月から無名小站で漫画ブログを開設。MSNメッセンジャーのチャットに使用するプロフィール用の絵をブログに載せていたところ、ユーモラスな丸顔のキャラクターが人気となる。2005年に出版した漫画本『出勤しなくていいですか』（可不可以不要上班）は10万部を超え、金石堂書店は彎彎をその年の話題人物に選んだ。

## 著作
- 2005年11月30日《可不可以不要上班─彎彎塗鴉日記》（ISBN 978-957-28747-3-8）。
- 2006年7月17日《6868，一起蹺班去─彎彎塗鴉日記2》（ISBN 978-957-28747-5-2）。
- 2006年9月29日《可不可以不要上班─彎彎的音樂塗鴉日記》（CD+VCD）。
- 2006年11月30日《還在背書包的時候：彎彎出書一週年紀念畫冊》（ISBN 978-957-28747-7-6）。
- 2007年5月10日《可不可以不要上學─彎彎塗鴉日記3》（ISBN 978-986-83330-0-0）。
- 2008年4月25日《Fun Fun馬後炮》（楊丞琳と共著）（ISBN 978-986-13324-3-7）。
- 2008年7月17日《可不可以天天出去玩─彎彎旅行日記1》（ISBN 978-986-83330-1-7 ）。
- 2009年3月12日《要不要來我家─彎彎塗鴉日記4》（ISBN 978-986-83330-3-1）。
- 2009年12月10日《可不可以不要鐵飯碗－彎彎各行各業初體驗》（ISBN 978-986-85784-1-8）。
- 2010年1月25日《彎家有娘初長成》（彎彎の母と共著）（ISBN 978-986-13331-4-4）。
- 2010年10月26日《可不可以不要NG─彎彎塗鴉日記5》（ISBN 978-988-19607-1-9）。
- 2010年12月16日《歐洲GO了沒─彎彎旅行日記2》（ISBN 978-986-86839-0-7）。
- 2011年8月5日《轉個彎，怎樣都幸福─彎彎的生活小語》（ISBN 978-986-86839-3-8）。
- 2011年12月26日《我們都是這樣彎大的─彎彎校園抒壓日記》（ISBN 978-986-13339-6-0）。
- 2012年9月6日《可不可以繼續幼稚！？─彎彎塗鴉日記6》（ISBN 978-986-86839-8-3）。
- 2012年12月26日《彎彎不歪腰玩樂筆記》（ISBN 978-986-32507-0-8）。
- 2013年7月31日《我們都是這樣彎大的之彎彎的魔法APP》（ISBN 978-986-13346-3-9）。
- 2014年3月28日《可不可以一直在一起：彎彎寵物日記》（ISBN 978-986-88755-7-9）。
- 2014年4月30日《蔡康永的說話之道2》（蔡康永と共著）（ISBN 978-986-13639-0-5）。
- 2015年8月3日《可不可以勇敢挑戰：彎彎的應援，為自己Fight again！》（ISBN 978-986-92021-0-7）。
- 2017年1月10日《阿娘喂！我就這樣當媽了：彎兒小圓仔報到日記》（ISBN 978-957-10699-7-5）。

## 出演

### 映画
- 2010年『帶著夢想去旅行』（彎彎役）
- 2011年『あの頃、君を追いかけた』（那些年，我們一起追的女孩。胡家瑋役）
- 2012年『愛的麵包魂』（阿娟役）